# وودبریج، سافک
latitudeوودبریج، سافکlongitudeوودبریج، سافک
وودبریج، سافک (به انگلیسی: Woodbridge, Suffolk) یک منطقهٔ مسکونی در انگلستان است که در شرق انگلستان واقع شده‌است.

## خصوصیات
وودبریج ۱۰٬۹۵۶ نفر جمعیت دارد.